# Queens Road Peckham
Queens Road Peckham – stacja kolejowa w Londynie, na terenie gminy Southwark w dzielnicy Peckham, położona w drugiej strefie biletowej Londynu. Została otworzona w 1866 roku i obecnie na stacji zatrzymują się pociągi National Rail i (od 2012 roku) London Overground.
Początkowo stacja miała po prostu nazywać się Peckham, lecz ostatecznie nadano jej nazwę Queens Road Peckham pochodzącą od ulicy, przy której się znajduje.